# Ilex maguirei
Ilex maguirei là một loài thực vật có hoa trong họ Aquifoliaceae. Loài này được Wurdack mô tả khoa học đầu tiên năm 1961.